# Saint-Leu-la-Forêt
Saint-Leu-la-Forêt è un comune francese di 14 960 abitanti situato nel dipartimento della Val-d'Oise nella regione dell'Île-de-France.
La località è nota per aver ospitato l'oggi demolito Castello di Saint-Leu.

## Società

### Evoluzione demografica
Abitanti censiti